# Luci Ponci Àquila
Luci Ponci Àquila (en llatí Lucius Pontius Aquila) va ser un tribú del poble probablement l'any 45 aC, l'únic que no es va aixecar al pas de Juli Cèsar durant el seu triomf.
Va ser un dels assassins de Cèsar (44 aC) i va servir com a legat de Brut l'any 43 aC a la Gàl·lia Cisalpina. Va derrotar a T. Munatius Plancus i el va expulsar de Pol·lència, però fou mort en una batalla contra Marc Antoni, a mans d'Hirti. Va ser honorat amb una estàtua. Era amic de Ciceró que l'esmenta a les seves cartes.